# X Piscis Austrini
X Piscis Austrini är en förmörkelsevariabel av W Ursae Majoris-typ (EW/KW) i stjärnbilden Södra fisken. 
Stjärnan har visuell magnitud +12,90 och varierar i amplitud 0,64 med en period av 0,331626 dygn eller 7,9590 timmar.